# Jaimie Thibeault
Jaimie Thibeault (ur. 23 września 1989 w Red Deer) – kanadyjska siatkarka grająca na pozycji środkowej, reprezentantka kraju. Od sezonu 2016/2017 występuje w drużynie Jakarta BNI Taplus.

## Nagrody indywidualne
- 2013 – Najlepsza blokująca Pucharu Panamerykańskiego[6]